# Forces armées tadjikes
Les forces armées tadjikes consistent en une armée de terre et une armée de l'air ainsi qu'une garde nationale présidentielle (formée le 4 décembre 1992 sous le nom de brigade de mission spéciale ou Garde nationale), de garde-frontières et de troupes du ministère de l'Intérieur. Le commandant en chef des forces armées est le président Emomali Rahmon, président de la république du Tadjikistan depuis 1992.

## Historique

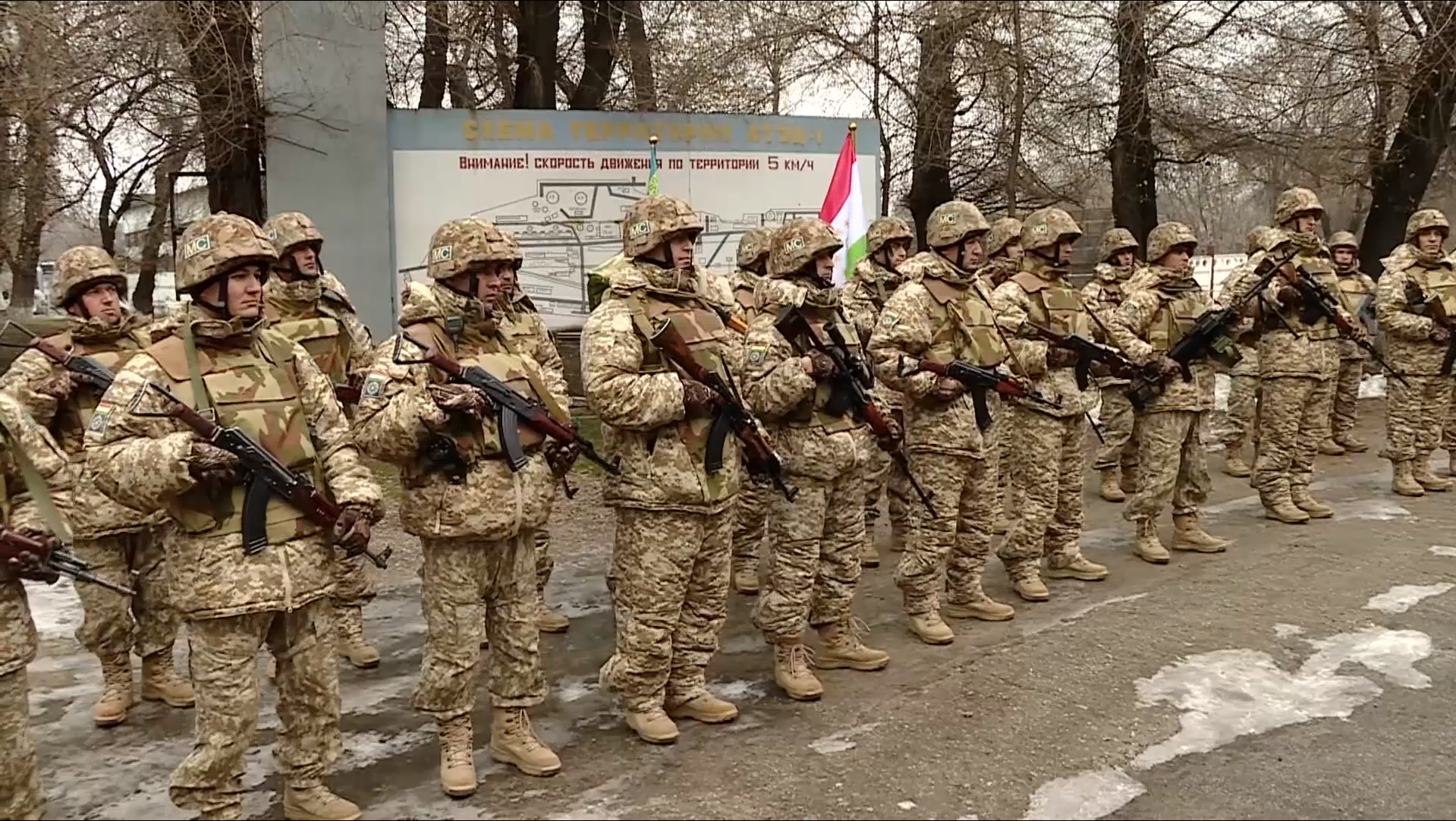
Détachement tadjik au sein du contingent de l'Organisation du traité de sécurité collective déployé lors de la révolte de 2022 au Kazakhstan.

Contrairement aux autres anciennes Républiques soviétiques d'Asie centrale, le Tadjikistan n'a pas formé ses forces armées sur les ex-unités soviétiques basées sur son territoire mais utilise en grande partie de l'équipement soviétique. La 201e division motorisée de fusiliers de l'armée russe est néanmoins présente sur le territoire tadjik. Elles ont notamment participé à la guerre civile du Tadjikistan de 1992 à 1997. En raison de la présence de troupes russes dans le pays et la guerre civile, le Tadjikistan n'a formellement légalisé l'existence de ses forces armées qu'en avril 1994. Au cours des années 1990, les forces armées étaient souvent mal commandées, la plupart du temps mal disciplinées et avec un matériel soviétique souvent sous-entretenu[réf. souhaitée].

## Armée de terre
L'armée de terre tadjike dispose de 3 BM-21 Grad, 7 T-62, 30 T-72, 8 BMP-1, 15 BMP-2, 1 BTR-60, 2 BTR-70 et de 20 BTR-80.

## Force aérienne

Cocarde de la force aérienne tadjike.

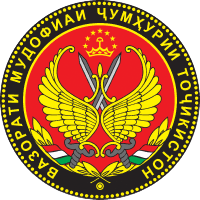
L'emblème du Ministère de la Défense.

| Aéronef        | Origine          | Type                 | Versions | En service | Notes                                      |
| -------------- | ---------------- | -------------------- | -------- | ---------- | ------------------------------------------ |
| Mil Mi-24 Hind | Union soviétique | Attaque              | Mi-24    | 4          | 8 en stock                                 |
| Mil Mi-8 Hip   | Union soviétique | Transport            | Mi-8     | 14         |                                            |
| Tupolev Tu-134 | Union soviétique | Transport VIP        | Tu-134A  | 1          |                                            |
| L-29 Delfin    | Tchécoslovaquie  | Avion d'entraînement | L-29     | Inconnu    | Retiré du service, remplacé par des L-39C. |
| L-39 Albatros  | Tchécoslovaquie  | Avion d'entraînement | L-39C    | 4          |                                            |

## Controverses sur les méthodes de recrutement
Tout comme de nombreuses armées de pays de l'ancien bloc soviétique, l'armée tadjike est connu pour ses méthodes brutales, certains jeunes conscrits vont donc se réfugier sur le territoire russe ou corrompent les autorités pour y réchapper. En 2022, une campagne de recrutement a été marquée par des actions de l'armée tadjik afin d'endiguer cette désertion en coupant l'électricité et en cadenassant certaines mosquées dans la région de Douchanbé et dans la province de Khatlon, les autorités déclarant qu'elles ne rétabliraient pas la situation tant que les quotas ne seraient pas remplis. De plus, certains témoignages rapportent le kidnapping par les autorités de jeunes adolescents dans la rue afin de les enrôler dans l'armée tadjike.